# Sumbiartunnilin
De Sumbiartunnilin is een verkeerstunnel op de Faeröer, een eilandengroep die een autonoom gebied vormt binnen het Deense Koninkrijk. De tunnel verbindt de dorpen Sumba en Lopra met elkaar. De tunnel verving bij de opening in 1997 een klein en soms moeilijk begaanbaar bergweggetje. Met een lengte van 3240 meter is het de op twee na langste tunnel van de Faeröer.